# Джефф Фрізен
Джефф Фрізен (англ. Jeff Friesen, нар. 5 серпня 1976, Медоу Лейк, Саскачеван) — колишній канадський хокеїст, що грав на позиції крайнього нападника. Грав за збірну команду Канади.
Володар Кубка Стенлі. Провів понад 900 матчів у Національній хокейній лізі. 

## Ігрова кар'єра
Хокейну кар'єру розпочав 1991 року в ЗХЛ.
1994 року був обраний на драфті НХЛ під 11-м загальним номером командою «Сан-Хосе Шаркс». 
Протягом професійної клубної ігрової кар'єри, що тривала 18 років, захищав кольори команд «Сан-Хосе Шаркс», «Анагайм Дакс»,  «Нью-Джерсі Девілс» , «Вашингтон Кепіталс», «Калгарі Флеймс» та «Айсберен Берлін».
Загалом провів 977 матчів у НХЛ, включаючи 84 гри плей-оф Кубка Стенлі.
Виступав за національну збірну Канади, провів 42 матчі в її складі.

## Нагороди та досягнення
Клубні
- Трофей Джима Пігготта (ЗХЛ) — 1993.
- Володар Кубка Стенлі в складі «Нью-Джерсі Девілс» — 2003.
- Європейський трофей в складі «Айсберен Берлін» — 2010.
- Чемпіон Німеччини в складі «Айсберен Берлін» — 2011.

Збірні
- Чемпіон світу серед молодіжних команд — 1994, 1995.
- Срібний призер чемпіонату світу — 1996.
- Чемпіон світу — 1997, 2004.

## Статистика

### Клубні виступи
| Сезон        | Клуб                 | Ліга         | Регулярний сезон | Регулярний сезон | Регулярний сезон | Регулярний сезон | Регулярний сезон | Плей-оф | Плей-оф | Плей-оф | Плей-оф | Плей-оф |
| Сезон        | Клуб                 | Ліга         | І                | Г                | П                | О                | ШХ               | І       | Г       | П       | О       | ШХ      |
| ------------ | -------------------- | ------------ | ---------------- | ---------------- | ---------------- | ---------------- | ---------------- | ------- | ------- | ------- | ------- | ------- |
| 1991–92      | «Реджайна Петс»      | ЗХЛ          | 4                | 3                | 1                | 4                | 2                | —       | —       | —       | —       | —       |
| 1992–93      | «Реджайна Петс»      | ЗХЛ          | 70               | 45               | 38               | 83               | 23               | 13      | 7       | 10      | 17      | 8       |
| 1993–94      | «Реджайна Петс»      | ЗХЛ          | 66               | 51               | 67               | 118              | 48               | 4       | 3       | 2       | 5       | 2       |
| 1994–95      | «Реджайна Петс»      | ЗХЛ          | 25               | 21               | 23               | 44               | 22               | —       | —       | —       | —       | —       |
| 1994–95      | «Сан-Хосе Шаркс»     | НХЛ          | 48               | 15               | 10               | 25               | 14               | 11      | 1       | 5       | 6       | 4       |
| 1995–96      | «Сан-Хосе Шаркс»     | НХЛ          | 79               | 15               | 31               | 46               | 42               | —       | —       | —       | —       | —       |
| 1996–97      | «Сан-Хосе Шаркс»     | НХЛ          | 82               | 28               | 34               | 62               | 75               | —       | —       | —       | —       | —       |
| 1997–98      | «Сан-Хосе Шаркс»     | НХЛ          | 79               | 31               | 32               | 63               | 40               | 6       | 0       | 1       | 1       | 2       |
| 1998–99      | «Сан-Хосе Шаркс»     | НХЛ          | 78               | 22               | 35               | 57               | 42               | 6       | 2       | 2       | 4       | 14      |
| 1999–00      | «Сан-Хосе Шаркс»     | НХЛ          | 82               | 26               | 35               | 61               | 47               | 11      | 2       | 2       | 4       | 10      |
| 2000–01      | «Сан-Хосе Шаркс»     | НХЛ          | 64               | 12               | 24               | 36               | 56               | —       | —       | —       | —       | —       |
| 2000–01      | «Анагайм Дакс»       | НХЛ          | 15               | 2                | 10               | 12               | 10               | —       | —       | —       | —       | —       |
| 2001–02      | «Анагайм Дакс»       | НХЛ          | 81               | 17               | 26               | 43               | 44               | —       | —       | —       | —       | —       |
| 2002–03      | «Нью-Джерсі Девілс»  | НХЛ          | 81               | 23               | 28               | 51               | 26               | 24      | 10      | 4       | 14      | 6       |
| 2003–04      | «Нью-Джерсі Девілс»  | НХЛ          | 81               | 17               | 20               | 37               | 26               | 5       | 0       | 0       | 0       | 4       |
| 2005–06      | «Вашингтон Кепіталс» | НХЛ          | 33               | 3                | 4                | 7                | 24               | —       | —       | —       | —       | —       |
| 2005–06      | «Анагайм Дакс»       | НХЛ          | 18               | 1                | 3                | 4                | 8                | 16      | 3       | 1       | 4       | 6       |
| 2006–07      | «Калгарі Флеймс»     | НХЛ          | 72               | 6                | 6                | 12               | 34               | 5       | 0       | 0       | 0       | 2       |
| 2007–08      | «Лейк Ері Монстерс»  | АХЛ          | 5                | 1                | 4                | 5                | 0                | —       | —       | —       | —       | —       |
| 2009–10      | «Айсберен Берлін»    | ДХЛ          | 53               | 15               | 30               | 45               | 130              | 5       | 1       | 1       | 2       | 0       |
| 2010–11      | «Айсберен Берлін»    | ДХЛ          | 30               | 5                | 9                | 14               | 12               | 11      | 1       | 4       | 5       | 2       |
| Усього в НХЛ | Усього в НХЛ         | Усього в НХЛ | 893              | 218              | 298              | 516              | 488              | 84      | 18      | 15      | 33      | 48      |

### Збірна
| Рік                | Команда            | Турнір             | Місце              | І  | Г | П  | О  | ШХ |
| ------------------ | ------------------ | ------------------ | ------------------ | -- | - | -- | -- | -- |
| 1994               | Канада             | МЧС                | 1                  | 5  | 0 | 2  | 2  | 0  |
| 1995               | Канада             | МЧС                | 1                  | 7  | 5 | 2  | 7  | 4  |
| 1996               | Канада             | ЧС                 | 2                  | 8  | 2 | 0  | 2  | 6  |
| 1997               | Канада             | ЧС                 | 1                  | 11 | 3 | 4  | 7  | 16 |
| 1999               | Канада             | ЧС                 | 4-е                | 7  | 2 | 2  | 4  | 0  |
| 2001               | Канада             | ЧС                 | 5-е                | 7  | 1 | 3  | 4  | 6  |
| 2004               | Канада             | ЧС                 | 1                  | 9  | 0 | 1  | 1  | 4  |
| Молодіжна збірна   | Молодіжна збірна   | Молодіжна збірна   | Молодіжна збірна   | 12 | 5 | 4  | 9  | 4  |
| Національна збірна | Національна збірна | Національна збірна | Національна збірна | 42 | 8 | 10 | 18 | 32 |